# 罗莎莉亚 (歌手)
罗莎莉亚·比拉·托韦利亚（西班牙语，西班牙語：[rosaˈlia]，加泰隆尼亞語：[ruzə'liə]；1993年9月25日—），是一位西班牙唱作歌手，曾获得许多奖项，包括五项拉丁格莱美奖和一项格莱美奖 。罗莎莉亚最初以其对弗拉门戈音乐的当代诠释而闻名，在与特拉维斯·斯科特、利尔·贝比、J·巴尔文、法瑞尔·威廉姆斯和詹姆斯·布莱克等艺术家合作后，受到了国际关注。

## 生活与事业

### 1993年–2016年：早期生活和职业生涯开始
罗莎莉亚出生于1993年9月25日。从16岁开始就在西班牙巴塞罗那的塔勒音乐学院展开了自己的专业音乐创作，学习了六年制的课程，后来她开始在Raval学校上课。由于她的优秀成绩和多方面的推荐，她为了完成课程转到加泰罗尼亚高级音乐学院，并师从每年只招收一名学生的弗拉门戈老师奇基·德拉利内亚（Chiqui de LaLínea）。 

## 音乐作品

### 录音室专辑
- 《Los ángeles》（2017年）
- 《El mal querer》（2018年）
- 《狂飆辣妹》（2022年）

## 影視作品

### 電影
- 2019年：《痛苦與榮耀》飾演羅西塔，洗衣服的婦人。

## 外部連結
- 官方网站